# Chörbsch Horn
Chörbsch Horn är en bergstopp i Schweiz.   Den ligger i regionen Prättigau/Davos och kantonen Graubünden, i den östra delen av landet, 180 km öster om huvudstaden Bern. Toppen på Chörbsch Horn är 2 651 meter över havet, eller 132 meter över den omgivande terrängen. Bredden vid basen är 1,2 km.
Terrängen runt Chörbsch Horn är bergig österut, men västerut är den kuperad. Närmaste större samhälle är Davos, 5,5 km öster om Chörbsch Horn. 
I omgivningarna runt Chörbsch Horn växer i huvudsak blandskog. Runt Chörbsch Horn är det ganska glesbefolkat, med 40 invånare per kvadratkilometer.